# متلازمة الطية
متلازمة بليكا هيَ حالة تحدث عندما تصبح بليكا (امتداد أثري للمحفظة المفصلية الواقية للركبة عادة) متهيجة أو متضخمة أو ملتهبة.

## الأسباب
يحدث هذا الالتهاب عادة بسبب التقاط البليكا على عظم الفخذ، أو قرصها بين عظم الفخذ والرضفة. الموقع الأكثر شيوعًا لأنسجة بليكا هوَ على طول الجانب الإنسي (الداخلي) من الركبة. يمكن أن تربط البليكا الرضفة بعظم الفخذ، أو تقع بين عظم الفخذ والرضفة، أو تكون موجودة على طول اللقمة الفخذية. إذا ربطت البليكا الرضفة باللقمة الفخذية، فقد تتسبب الأعراض في الخلط بينها وبين الغضروف.
بليكا نفسها هم بقايا مرحلة الجنين من التطور حيث تنقسم الركبة إلى ثلاث مقصورات. عادة ما يتضاءل حجم البليكا خلال الثلث الثاني من نمو الجنين، حيث تتطور الأجزاء الثلاثة إلى محفظة مفصلية. في البالغين، توجد عادة على شكل أكمام من الأنسجة تسمى الطيات الزليلية. عادة ما تكون بليكا غير ضارة وغير مزعجة. تحدث متلازمة بليكا فقط عندما تصبح الكبسولة الزليلية متهيجة، مما يؤدي إلى زيادة سماكة البليكا نفسها (مما يجعلها عرضة للتهيج/الالتهاب، أو الوقوع في عظم الفخذ).

## التشخيص
إذا ربطت البليكا الرضفة باللقمة الفخذية، فقد تتسبب الأعراض في الخلط بينها وبين غضروف الرضفة. غالبًا ما يكون التشخيص معقدًا بسبب الهياكل الرقيقة للطوع أو الحاجز الأنفي أو الحاجز غير المقيد، وكلها دقيقة جدًا بحيث لا يمكن حلها جيدًا حتى في التصوير بالرنين المغناطيسي.

## العلاج
يركز علاج متلازمة بليكا على تقليل التهاب محفظة مفصلية. غالبًا ما يستخدم دواء لاستيرويدي مضاد للالتهاب جنبًا إلى جنب مع التمارين العلاجية والطرائق. يُستخدم الإرحال الأيوني والإرحال الصوتي بنجاح ضد التهاب المحفظة المفصلية. في حالة فشل ذلك، قد يكون من الضروري الاستئصال الجراحي لبليكا الركبة المصابة.